# Сан-Массимо
Сан-Ма́ссимо (итал. San Massimo) —  коммуна в Италии, располагается в регионе Молизе, в провинции Кампобассо.
Население составляет 723 человека (2008 г.), плотность населения составляет 27 чел./км². Занимает площадь 27 км². Почтовый индекс — 86027. Телефонный код — 0874.
Покровителем коммуны почитается святой Максим, празднование 15 февраля.

## Демография
Динамика населения:

## Администрация коммуны
- Официальный сайт: http://www.comune.sanmassimo.cb.it/